# Kovárna v Labských Chrčicích
Památkově chráněná kovárna se nalézá na návsi obce Labské Chrčice v okrese Pardubice. Kovárna se dochovala jako součást venkovského zděného domu čp. 46 z poloviny 19. století a je od 8. 10. 2001 chráněna jako nemovitá kulturní památka ČR.

## Popis
Kovárna tvoří součást venkovského zděného domu čp. 46 stojícího v řadové zástavbě. Dům je rozdělen na tři části: vpravo je obytná část se dvěma okny v průčelí a vstupem, uprostřed je samotná kovárna  otevřená do prostoru návsi dvěma segmentovými oblouky, vlevo se nachází skladovací část ve formě průjezdné stodoly s dvoukřídlými dřevěnými vraty. 
Střecha je sedlová, krytá taškami, zdivo domu a kovárny je kamenné s cihelnými doplňky, omítky jsou hladké, vápenné, obílené.